# کورتیس بلیدز
کورتیس بلیدز (انگلیسی: Curtis Blaydes؛ زادهٔ ۱۸ فوریهٔ ۱۹۹۱) ورزشکار هنرهای رزمی ترکیبی اهل ایالات متحده آمریکا است. وی از سال ۲۰۱۴ میلادی تاکنون مشغول فعالیت بوده‌است.
بلیدز یک رزمی‌کار ترکیبی حرفه‌ای آمریکایی است. او در حال حاضر در دسته سنگین وزن سازمان یواف‌سی رقابت می‌کند. او که از سال ۲۰۱۴ به عنوان یک حرفه‌ای فعالیت می‌کند، پیش از این برای اتحادیه مبارزه رستاخیز (آراف‌ای) مبارزه می‌کرد. در ۲۴ ژوئن ۲۰۲۵، او در رتبه چهارم رده‌بندی سنگین وزن یواف‌سی قرار دارد.